# Самоков (дем Кушница)
Вижте пояснителната страница за други значения на Самоков.
Самоков (на гръцки: Δωμάτια, Доматия, до 1926 година Σαμάκοβο, Самаково, катаревуса Σαμάκοβον, Самаковон) е село в Егейска Македония, Гърция, дем Кушница, област Източна Македония и Тракия.

## География
Селото е разположено на 160 m надморска височина в южното подножие на Кушница (Пангео). През източната му част тече река Самоковина (Самаковико или Гурунонеро), а през западната друг поток, и двата десни притоци на Лъджа. В селото са запазени шест каменни моста - Камбуревият, Киранският и Кайнакидевият на западната рекичка и Тутуневият, Горният площаден и Долният площаден мост на Самоковина. И шестте моста в 1990 година са обявени за паметници на културата.

## История

### Етимология
Етимологията на името е от примитивното предприятие за изчукване на добито желязо на пръти – самоков, което е производно от сам и кова, подобно на самолет, самовар и прочее.

### В Османската империя
В 1889 година Стефан Веркович („Топографическо-этнографическій очеркъ Македоніи“) пише за Самоков:
| „ | Самоков, мохамеданско село; 1 джамия, 1 мохамеданско училище, жителите помаци се занимават със земеделие и отглеждане на тютюн. Отстои на 3 часа от града. | “ |

Съгласно статистиката на Васил Кънчов („Македония. Етнография и статистика“) към 1900 година Самоков (Самоковъ) е турско селище. В него живеят 1000 турци, но също така отбелязва, че населението вероятно е смесено помашко и конярско, което е характерно и за някои други села в околността.

### В Гърция
В 1913 година селото попада в Гърция след Междусъюзническата война. През 1913 година 21 мюсюлмани от селото са екзекутирани от групата на Милтияд Малхопулос, принадлежащ към бандата на Мириякос Михаил, като преди това от тях са откраднати 1500 турски лири. Един магазин в селото бил ограбен, като откраднатата стока възлизала на 1500 турски лири, а общата сума откраднати пари от селото възлизала на около 7000 турски лири.
В 1923 година жителите на Самоков са изселени в Турция. През 1926 година името на селото е сменено на Доматия. До 1928 година в Самоков са заселени 200 гръцки семейства с 800 души - бежанци от Турция.
| Име    | Име     | Ново име     | Ново име      | Описание                                                     |
| ------ | ------- | ------------ | ------------- | ------------------------------------------------------------ |
| Хавуза | Χαβούζα | Кристалопиги | Κρυσταλλοπηγή | местност Ю от Самоков, при вливането река Самоковина в Лъджа |

| Година    | 1913 | 1920 | 1928 | 1940 | 1951 | 1961 | 1971 | 1981 | 1991 | 2001 | 2011 | 2021 |
| --------- | ---- | ---- | ---- | ---- | ---- | ---- | ---- | ---- | ---- | ---- | ---- | ---- |
| Население | 843  | 663  | 903  | 1157 | 1165 | 979  | 657  | 551  | 512  | 590  | 457  | 370  |

## Личности
Родени в Самоков
- Периклис Кириакидис (Περικλής Κυριακίδης), гръцки андартски деец, агент от трети ред[18]